# Серендеро, Давид
Давид Серендеро Пруст (исп. David Serendero Proust; род. 28 июля 1934, Сантьяго) — чилийский дирижёр и композитор.
Получил первое музыкальное образование как скрипач, играл в Филармоническом оркестре Сантьяго (1955—1958) и в Чилийском симфоническом оркестре (1958—1965). Изучал также композицию и музыковедение в Чилийском университете. В 1961—1962 гг. совершенствовался в Штутгартской высшей школе музыки, в том числе учился дирижированию у Ганса Мюллера-Края, одновременно служил концертмейстером Хайльброннского симфонического оркестра.
По возвращении в Чили в 1962 году был музыкальным руководителем Чилийского национального балета, в 1965—1966 гг. дирижировал оркестром в Осорно. В 1967—1972 гг. возглавлял Чилийский симфонический оркекстр. Одновременно в 1962—1972 гг. преподавал на факультете искусств Чилийского университета, а в 1968—1970 гг. был директором Национальной консерватории и заведующим кафедрой оркестрового дирижирования.
В 1972 году эмигрировал в Германию. В 1973—1999 гг. играл в Оркестре Рейнской филармонии в Кобленце. Одновременно в 1973—2008 гг. возглавлял камерный оркестр Рейнский Collegium Musicum в Висбадене. Затем вернулся в Чили.
В 2017—2018 гг. выпустил 12 компакт-дисков со своими произведениями, записанными посредством цифрового синтеза.